# Landhockey vid olympiska sommarspelen 1920
Landhockeyturneringen vid olympiska sommarspelen 1920 avgjordes i Antwerpen.

## Medaljfördelning
| Event               | Guld | Silver | Brons |
| Herrarnas turnering | Storbritannien Charles Atkin John Bennett Colin Campbell Harold Cassels Harold Cooke Eric Crockford Reginald Crummack Harry Haslam Arthur Leighton Charles Marcon John McBryan George McGrath Stanley Shoveller William Smith Cyril Wilkinson | Danmark Hans Bjerrum Ejvind Blach Niels Blach Steen Due Thorvald Eigenbrod Frands Faber Hans Jørgen Hansen Hans Herlak Henning Holst Erik Husted Paul Metz Andreas Rasmussen | Belgien André Becquet Pierre Chibert Raoul Daufresne de la Chevalerie Fernand de Montigny Charles Delelienne Louis Diercxsens Robert Gevers Adolphe Goemaere Charles Gniette Raymond Keppens René Strauwen Pierre Valcke Maurice van den Bemden Jean van Nerom |

## Medaljtabell
| Pl. | Nation         | Guld | Silver | Brons | Totalt |
| --- | -------------- | ---- | ------ | ----- | ------ |
| 1   | Storbritannien | 1    | 0      | 0     | 1      |
| 2   | Danmark        | 0    | 1      | 0     | 1      |
| 3   | Belgien        | 0    | 0      | 1     | 1      |

## Gruppen
Turnering innehöll fyra lag i en grupp.
| Nr | Lag            | S | V | O | F | GM | IM | MS  | P |
| -- | -------------- | - | - | - | - | -- | -- | --- | - |
| 1  | Storbritannien | 3 | 3 | 0 | 0 | 17 | 2  | +15 | 6 |
| 2  | Danmark        | 3 | 2 | 0 | 1 | 15 | 8  | +7  | 4 |
| 3  | Belgien        | 3 | 1 | 0 | 2 | 6  | 19 | −13 | 2 |
| 4  | Frankrike      | 3 | 0 | 0 | 3 | 3  | 12 | −9  | 0 |

| Hemma \ Borta  | Belgien | Danmark | Frankrike | Storbritannien |
| Belgien        | —       | —       | 3–2       | —              |
| Danmark        | 5–2     | —       | —         | 9–1            |
| Frankrike      | —       | —       | —         | —              |
| Storbritannien | 12–1    | 5–1     | W/O       | —              |